# Wyandra
Wyandra är en ort i Australien. Den ligger i kommunen Paroo och delstaten Queensland, omkring 700 kilometer väster om delstatshuvudstaden Brisbane. Antalet invånare är 115.
Trakten runt Wyandra är nära nog obefolkad, med mindre än två invånare per kvadratkilometer..
Omgivningarna runt Wyandra är i huvudsak ett öppet busklandskap. Genomsnittlig årsnederbörd är 426 millimeter. Den regnigaste månaden är januari, med i genomsnitt 98 mm nederbörd, och den torraste är april, med 5 mm nederbörd.